# Juegos matemáticos

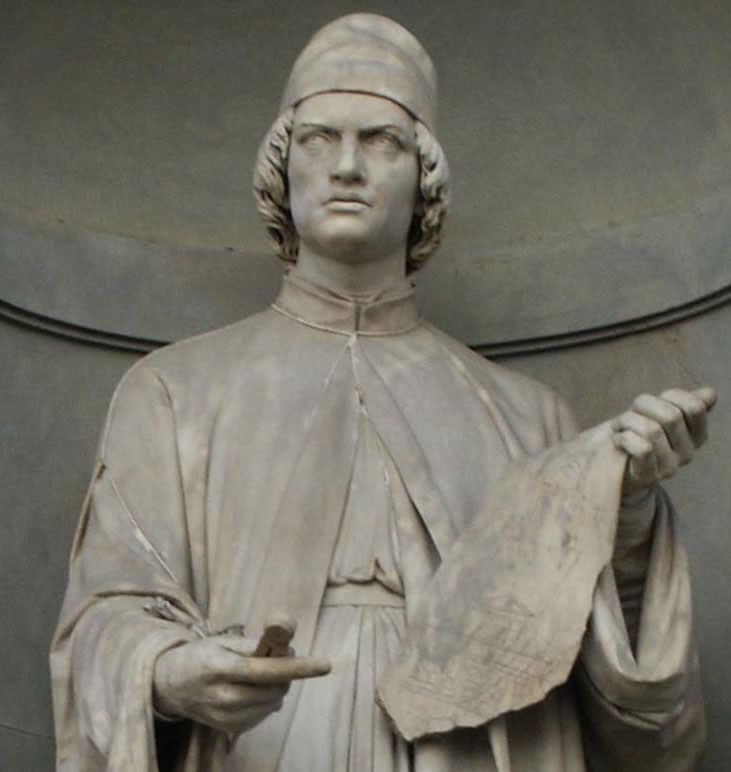
Leon Battista Alberti, autor de Juegos matemáticos.

Juegos matemáticos (Ludi matematici) es un tratado de Leon Battista Alberti escrito entre 1450 y 1452. Dedicada a Meliaduse d'Este, esta obra es un ejemplo más de la unión entre la ciencia y el arte tan común entre los hombres del renacimiento italiano del siglo XVI.
La obra es una colección de problemas de geometría y física dirigidas en forma de juegos, historias, situaciones, con un objetivo educativo. A menudo, estos eran problemas de medición, tales como la determinación de la altura de una torre con la ayuda de la sombra de un palo aplicando el teorema de Tales. Los temas abordados no son originales, pero demuestran la amplia cultura del autor.
El matemático Ostilio Ricci utilizaría los problemas de este tratado para sus aplicaciones de topografía y medición, como antes lo había hecho Leonardo da Vinci.
El juicio sobre la obra oscila entre quienes lo consideran un divertimento, y otros que lo consideran uno de los textos más representativos de la época.

## Fuente
- Esta obra contiene una traducción  derivada de «Ludi matematici» de Wikipedia en italiano, publicada por sus editores bajo la Licencia de documentación libre de GNU y la Licencia Creative Commons Atribución-CompartirIgual 4.0 Internacional.

- Datos: Q3839059